# Aristide Bancé
Aristide Bancé (Abidjan, 19 settembre 1984) è un ex calciatore ivoriano naturalizzato burkinabé, di ruolo attaccante.

## Biografia
È cognato di Aruna Dindane, ex attaccante della nazionale ivoriana.

## Caratteristiche tecniche
Era una prima punta che faceva del gran fisico e della buona velocità le sue armi migliori.

## Carriera

### Club
I suoi esordi a livello calcistico avvengono in Costa d'Avorio, suo paese di nascita, nonostante giovanissimo si fosse trasferito con la famiglia in Burkina Faso, con le squadre Stade d'Abidjan, Athlétic Adjame e RFC Daukro. Presto decide di tornare in Burkina Faso firmando un contratto con il Santos Burkina, dove mette in mostra le sue doti di attaccante segnando 9 reti in 16 presenze.
Nel 2003 arriva la chiamata da una squadra europea: il Lokeren, che milita nel campionato di calcio belga, decide di acquistarlo per sostituire la punta Sambégou Bangoura.
Il primo anno è stato particolarmente difficile per il giocatore naturalizzato burkinabé, ma l'avvicendamento di Willy Reynders sulla panchina tricolores permette a Bancé di mettere in mostra le sue capacità realizzative, diventando un vero beniamino per i tifosi che rivedono in lui quel Jan Koller che anni prima li aveva fatti sognare a suon di gol.
Nella stagione 2005/2006 riesce a conquistare il titolo di capocannoniere della Jupiler League con 15 gol.
Le reti messe a segno in Belgio non passano inosservate al resto dell'Europa e Bancé viene pertanto acquistato dal Metalurg Doneck, squadra del massimo campionato ucraino, dove però non riesce a ripetersi e mette a segno solo 2 reti in appena 12 presenze.
Per rilanciarsi decide di tornare, dopo appena un anno, in Belgio, nel campionato che l'ha consacrato. Gioca metà anno nel Germinal Beerschot con il compito di sostituire François Sterchele passato nel frattempo al Club Bruges, però delude, e così a metà stagione si trasferisce in Germania, all'Offenbach, dove mette a segno 4 reti.
Alla fine della stagione 2007/2008, il suo ritorno al Metalurg Doneck, che ha ceduto Bancé sempre in prestito, viene evitato dall'intervento del Magonza, che lo acquista per tentare l'assalto alla promozione in Bundesliga. Mossa azzeccata, ritorno in Bundesliga centrato con Bancé che diventa idolo della tifoseria bianco-rossa grazie a gol importanti e giocate decisive.
Rimane a Magonza per due stagioni, fino al 2010, mettendo a segno 24 reti in 62 presenze.
Aristide Bancé riceve la proposta di tentare l'avventura negli Emirati Arabi Uniti. Viene acquistato dall'Al-Ahli ma a metà stagione viene ceduto all'Umm Salal; anche qui l'esperienza si rivela non del tutto soddisfacente, con poche presenze e poche reti.
Viene pertanto ceduto in prestito al Samsunspor nella stagione 2011/2012 dove riesce a mettere a segno 5 reti in 20 presenze.
Terminato il prestito, Bancé viene ceduto definitivamente all'Augusta, dove indosserà la maglia numero 23 a partire dalla stagione 2012/2013. Dopo aver militato nella stagione 2014-2015  nel club finlandese dell'HJK, nella stagione 2015-2016 si trasferisce alla società kazaka dell'Ertis.

### Nazionale
Dal 2003 al 2019 ha fatto parte della nazionale di calcio del Burkina Faso, con cui ha racimolato 78 presenze e 24 reti.

## Statistiche

### Presenze e reti nei club
Statistiche aggiornate al 30 giugno 2016.
| Stagione        | Squadra           | Campionato      | Campionato | Campionato | Coppe nazionali | Coppe nazionali | Coppe nazionali | Coppe continentali | Coppe continentali | Coppe continentali | Altre coppe | Altre coppe | Altre coppe | Totale | Totale |
| Stagione        | Squadra           | Comp            | Pres       | Reti       | Comp            | Pres            | Reti            | Comp               | Pres               | Reti               | Comp        | Pres        | Reti        | Pres   | Reti   |
| --------------- | ----------------- | --------------- | ---------- | ---------- | --------------- | --------------- | --------------- | ------------------ | ------------------ | ------------------ | ----------- | ----------- | ----------- | ------ | ------ |
| 2007-gen. 2008  | G. Beerschot      | D1              | 10         | 0          | CB              | 0               | 0               | -                  | -                  | -                  | -           | -           | -           | 10     | 0      |
| gen.-giu. 2008  | Kickers Offenbach | ZL              | 10         | 4          | CG              | -               | -               | -                  | -                  | -                  | -           | -           | -           | 10     | 4      |
| 2008-2009       | Magonza           | ZL              | 32         | 14         | CG              | 5               | 4               | -                  | -                  | -                  | -           | -           | -           | 37     | 18     |
| 2009-2010       | Magonza           | BL              | 30         | 10         | CG              | 0               | 0               | -                  | -                  | -                  | -           | -           | -           | 30     | 10     |
| Totale Magonza  | Totale Magonza    | Totale Magonza  | 62         | 24         |                 | 5               | 4               |                    | -                  | -                  |             | -           | -           | 67     | 28     |
| 2010-gen. 2011  | Al-Ahli           | PL              | 7          | 2          | EEC             | 0               | 0               | -                  | -                  | -                  | -           | -           | -           | 7      | 2      |
| gen.-giu. 2011  | Umm-Salal         | QSL             | 8          | 4          | EQC             | -               | -               | -                  | -                  | -                  | -           | -           | -           | 8      | 4      |
| 2011-2012       | Samsunspor        | SL              | 20         | 5          | TK              | 0               | 0               | -                  | -                  | -                  | -           | -           | -           | 20     | 5      |
| 2012-2013       | Augusta           | BL              | 18         | 0          | CG              | 3               | 1               | -                  | -                  | -                  | -           | -           | -           | 21     | 1      |
| 2013-2014       | F. Düsseldorf     | ZL              | 16         | 2          | CG              | 0               | 0               | -                  | -                  | -                  | -           | -           | -           | 16     | 2      |
| 2014            | HJK               | VL              | 4          | 1          | SC              | 0               | 0               | UEL                | 2                  | 0                  | -           | -           | -           | 6      | 1      |
| 2015            | Ertis             | QPL             | 11         | 2          | QK              | 1               | 0               | -                  | -                  | -                  | -           | -           | -           | 12     | 2      |
| 2015-2016       | Chippa United     | PL              | 14         | 3          | NC+CdL          | 1+1             | 0               | -                  | -                  | -                  | MTN 8       | 0           | 0           | 16     | 3      |
| Totale carriera | Totale carriera   | Totale carriera | 190        | 47         |                 | 11              | 5               |                    | 2                  | 0                  |             | 0           | 0           | 193    | 52     |

### Cronologia presenze e reti in nazionale
| Cronologia completa delle presenze e delle reti in nazionale ― Burkina Faso | Cronologia completa delle presenze e delle reti in nazionale ― Burkina Faso | Cronologia completa delle presenze e delle reti in nazionale ― Burkina Faso | Cronologia completa delle presenze e delle reti in nazionale ― Burkina Faso | Cronologia completa delle presenze e delle reti in nazionale ― Burkina Faso | Cronologia completa delle presenze e delle reti in nazionale ― Burkina Faso | Cronologia completa delle presenze e delle reti in nazionale ― Burkina Faso | Cronologia completa delle presenze e delle reti in nazionale ― Burkina Faso |
| Data                                                                        | Città                                                                       | In casa                                                                     | Risultato                                                                   | Ospiti                                                                      | Competizione                                                                | Reti                                                                        | Note                                                                        |
| --------------------------------------------------------------------------- | --------------------------------------------------------------------------- | --------------------------------------------------------------------------- | --------------------------------------------------------------------------- | --------------------------------------------------------------------------- | --------------------------------------------------------------------------- | --------------------------------------------------------------------------- | --------------------------------------------------------------------------- |
| 26-9-2003                                                                   | Algeri                                                                      | Algeria                                                                     | 0 – 0 (4 – 3 dtr)                                                           | Burkina Faso                                                                | Amichevole                                                                  | -                                                                           | 61’                                                                         |
| 9-2-2005                                                                    | Aix-en-Provence                                                             | Algeria                                                                     | 1 – 2                                                                       | Burkina Faso                                                                | Amichevole                                                                  | -                                                                           | 69’                                                                         |
| 26-3-2005                                                                   | Ouagadougou                                                                 | Burkina Faso                                                                | 1 – 2                                                                       | Capo Verde                                                                  | Qual. Mondiali 2006                                                         | -                                                                           | 66’                                                                         |
| 2-9-2006                                                                    | Dar-es-Salaam                                                               | Tanzania                                                                    | 2 – 1                                                                       | Burkina Faso                                                                | Qual. Coppa d'Africa 2008                                                   | -                                                                           | Ammonizione                                                                 |
| 7-10-2006                                                                   | Ouagadougou                                                                 | Burkina Faso                                                                | 1 – 0                                                                       | Senegal                                                                     | Qual. Coppa d'Africa 2008                                                   | -                                                                           | 85’                                                                         |
| 24-3-2007                                                                   | Ouagadougou                                                                 | Burkina Faso                                                                | 3 – 1                                                                       | Mozambico                                                                   | Qual. Coppa d'Africa 2008                                                   | -                                                                           | 33’                                                                         |
| 8-9-2007                                                                    | Dakar                                                                       | Senegal                                                                     | 5 – 1                                                                       | Burkina Faso                                                                | Qual. Coppa d'Africa 2008                                                   | -                                                                           | 49’                                                                         |
| 12-10-2008                                                                  | Bujumbura                                                                   | Burundi                                                                     | 1 – 3                                                                       | Burkina Faso                                                                | Qual. Mondiali 2010                                                         | 1                                                                           | 59’                                                                         |
| 6-6-2009                                                                    | Blantyre                                                                    | Malawi                                                                      | 0 – 1                                                                       | Burkina Faso                                                                | Qual. Mondiali 2010                                                         | -                                                                           | 86’                                                                         |
| 20-6-2009                                                                   | Ouagadougou                                                                 | Burkina Faso                                                                | 2 – 3                                                                       | Costa d'Avorio                                                              | Qual. Mondiali 2010                                                         | 1                                                                           | 71’                                                                         |
| 12-8-2009                                                                   | Le Petit-Quevilly                                                           | Mali                                                                        | 3 – 0                                                                       | Burkina Faso                                                                | Amichevole                                                                  | -                                                                           |                                                                             |
| 5-9-2009                                                                    | Abidjan                                                                     | Costa d'Avorio                                                              | 5 – 0                                                                       | Burkina Faso                                                                | Qual. Mondiali 2010                                                         | -                                                                           | 54’                                                                         |
| 11-10-2009                                                                  | Accra                                                                       | Guinea                                                                      | 1 – 2                                                                       | Burkina Faso                                                                | Qual. Mondiali 2010                                                         | -                                                                           | 72’                                                                         |
| 11-8-2010                                                                   | Senlis                                                                      | Burkina Faso                                                                | 3 – 0                                                                       | Rep. del Congo                                                              | Amichevole                                                                  | -                                                                           | Ingresso                                                                    |
| 9-10-2010                                                                   | Ouagadougou                                                                 | Burkina Faso                                                                | 3 – 1                                                                       | Gambia                                                                      | Qual. Coppa d'Africa 2012                                                   | -                                                                           | 70’                                                                         |
| 17-11-2010                                                                  | Mantes-la-Ville                                                             | Guinea                                                                      | 1 – 2                                                                       | Burkina Faso                                                                | Amichevole                                                                  | -                                                                           |                                                                             |
| 9-2-2011                                                                    | Óbidos                                                                      | Burkina Faso                                                                | 0 – 1                                                                       | Capo Verde                                                                  | Amichevole                                                                  | -                                                                           | Uscita                                                                      |
| 4-6-2011                                                                    | Windhoek                                                                    | Namibia                                                                     | 1 – 4                                                                       | Burkina Faso                                                                | Qual. Coppa d'Africa 2012                                                   | 1                                                                           |                                                                             |
| 8-10-2011                                                                   | Bakau                                                                       | Gambia                                                                      | 1 – 1                                                                       | Burkina Faso                                                                | Qual. Coppa d'Africa 2012                                                   | -                                                                           | 68’                                                                         |
| 11-11-2011                                                                  | Saint-Leu-la-Forêt                                                          | Burkina Faso                                                                | 1 – 1                                                                       | Mali                                                                        | Amichevole                                                                  | 1                                                                           | 82’                                                                         |
| 15-11-2011                                                                  | Viry-Châtillon                                                              | Guinea                                                                      | 1 – 1                                                                       | Burkina Faso                                                                | Amichevole                                                                  | -                                                                           | 86’                                                                         |
| 9-1-2012                                                                    | Bitam                                                                       | Gabon                                                                       | 1 – 1                                                                       | Burkina Faso                                                                | Amichevole                                                                  | -                                                                           |                                                                             |
| 22-1-2012                                                                   | Malabo                                                                      | Burkina Faso                                                                | 1 – 2                                                                       | Angola                                                                      | Coppa d'Africa 2012 - 1º turno                                              | -                                                                           | 59’                                                                         |
| 26-1-2012                                                                   | Malabo                                                                      | Costa d'Avorio                                                              | 2 – 0                                                                       | Burkina Faso                                                                | Coppa d'Africa 2012 - 1º turno                                              | -                                                                           | 78’                                                                         |
| 14-10-2012                                                                  | Ouagadougou                                                                 | Burkina Faso                                                                | 3 – 1                                                                       | Rep. Centrafricana                                                          | Qual. Mondiali 2014                                                         | -                                                                           | 73’                                                                         |
| 14-11-2012                                                                  | El Jadida                                                                   | RD del Congo                                                                | 0 – 1                                                                       | Burkina Faso                                                                | Amichevole                                                                  | 1                                                                           |                                                                             |
| 10-1-2013                                                                   | Nelspruit                                                                   | Burkina Faso                                                                | 0 – 0                                                                       | Niger                                                                       | Amichevole                                                                  | -                                                                           | 46’                                                                         |
| 17-1-2013                                                                   | Mbombela                                                                    | eSwatini                                                                    | 0 – 3                                                                       | Burkina Faso                                                                | Amichevole                                                                  | 1                                                                           |                                                                             |
| 21-1-2013                                                                   | Nelspruit                                                                   | Nigeria                                                                     | 1 – 1                                                                       | Burkina Faso                                                                | Coppa d'Africa 2013 - 1º turno                                              | -                                                                           | 65’                                                                         |
| 25-1-2013                                                                   | Nelspruit                                                                   | Burkina Faso                                                                | 4 – 0                                                                       | Etiopia                                                                     | Coppa d'Africa 2013 - 1º turno                                              | -                                                                           | 64’                                                                         |
| 29-1-2013                                                                   | Nelspruit                                                                   | Zambia                                                                      | 0 – 0                                                                       | Burkina Faso                                                                | Coppa d'Africa 2013 - 1º turno                                              | -                                                                           | 11’                                                                         |
| 6-2-2013                                                                    | Nelspruit                                                                   | Burkina Faso                                                                | 1 – 1 dts (3 – 2 dtr)                                                       | Ghana                                                                       | Coppa d'Africa 2013 - Semifinale                                            | 1                                                                           |                                                                             |
| 10-2-2013                                                                   | Johannesburg                                                                | Nigeria                                                                     | 1 – 0                                                                       | Burkina Faso                                                                | Coppa d'Africa 2013 - Finale                                                | -                                                                           |                                                                             |
| 23-3-2013                                                                   | Ouagadougou                                                                 | Burkina Faso                                                                | 4 – 0                                                                       | Niger                                                                       | Qual. Mondiali 2014                                                         | 1                                                                           | 88’                                                                         |
| 2-6-2013                                                                    | Ouagadougou                                                                 | Algeria                                                                     | 2 – 0                                                                       | Burkina Faso                                                                | Amichevole                                                                  | -                                                                           | 76’                                                                         |
| 9-6-2013                                                                    | Niamey                                                                      | Niger                                                                       | 0 – 1                                                                       | Burkina Faso                                                                | Qual. Mondiali 2014                                                         | -                                                                           | 73’                                                                         |
| 15-6-2013                                                                   | Pointe-Noire                                                                | Rep. del Congo                                                              | 0 – 1                                                                       | Burkina Faso                                                                | Qual. Mondiali 2014                                                         | 1                                                                           |                                                                             |
| 12-10-2013                                                                  | Ouagadougou                                                                 | Burkina Faso                                                                | 3 – 2                                                                       | Algeria                                                                     | Qual. Mondiali 2014                                                         | 1                                                                           |                                                                             |
| 19-11-2013                                                                  | Blida                                                                       | Algeria                                                                     | 1 – 0                                                                       | Burkina Faso                                                                | Qual. Mondiali 2014                                                         | -                                                                           | 65’                                                                         |
| 21-5-2014                                                                   | Ouagadougou                                                                 | Burkina Faso                                                                | 1 – 1                                                                       | Senegal                                                                     | Amichevole                                                                  | -                                                                           | 46’                                                                         |
| 6-9-2014                                                                    | Ouagadougou                                                                 | Burkina Faso                                                                | 2 – 0                                                                       | Lesotho                                                                     | Qual. Coppa d'Africa 2015                                                   | -                                                                           | 70’                                                                         |
| 10-9-2014                                                                   | Luanda                                                                      | Angola                                                                      | 0 – 3                                                                       | Burkina Faso                                                                | Qual. Coppa d'Africa 2015                                                   | 1                                                                           | 77’                                                                         |
| 11-10-2014                                                                  | Angondjé                                                                    | Gabon                                                                       | 2 – 0                                                                       | Burkina Faso                                                                | Qual. Coppa d'Africa 2015                                                   | -                                                                           |                                                                             |
| 15-11-2014                                                                  | Maseru                                                                      | Lesotho                                                                     | 1 – 1                                                                       | Burkina Faso                                                                | Amichevole                                                                  | -                                                                           |                                                                             |
| 19-11-2014                                                                  | Ouagadougou                                                                 | Burkina Faso                                                                | 1 – 1                                                                       | Angola                                                                      | Qual. Coppa d'Africa 2015                                                   | -                                                                           | 82’                                                                         |
| 10-1-2015                                                                   | Nelspruit                                                                   | Burkina Faso                                                                | 5 – 1                                                                       | eSwatini                                                                    | Amichevole                                                                  | 1                                                                           | 46’                                                                         |
| 13-1-2015                                                                   | Nelspruit                                                                   | Burkina Faso                                                                | 2 – 0                                                                       | Botswana                                                                    | Amichevole                                                                  | 1                                                                           | 66’                                                                         |
| 17-1-2015                                                                   | Bata                                                                        | Burkina Faso                                                                | 0 – 2                                                                       | Gabon                                                                       | Coppa d'Africa 2015 - 1º turno                                              | -                                                                           | 66’                                                                         |
| 21-1-2015                                                                   | Bata                                                                        | Guinea Equatoriale                                                          | 0 – 0                                                                       | Burkina Faso                                                                | Coppa d'Africa 2015 - 1º turno                                              | -                                                                           |                                                                             |
| 25-1-2015                                                                   | Ebebiyín                                                                    | Rep. del Congo                                                              | 2 – 1                                                                       | Burkina Faso                                                                | Coppa d'Africa 2015 - 1º turno                                              | 1                                                                           | 58’                                                                         |
| 6-6-2015                                                                    | Colombes                                                                    | Burkina Faso                                                                | 2 – 3                                                                       | Camerun                                                                     | Amichevole                                                                  | 1                                                                           | 66’                                                                         |
| 13-6-2015                                                                   | Ouagadougou                                                                 | Burkina Faso                                                                | 2 – 0                                                                       | Comore                                                                      | Qual. Coppa d'Africa 2017                                                   | 1                                                                           | 86’                                                                         |
| 5-9-2015                                                                    | Francistown                                                                 | Botswana                                                                    | 1 – 0                                                                       | Burkina Faso                                                                | Qual. Coppa d'Africa 2017                                                   | -                                                                           | 83’                                                                         |
| 9-10-2015                                                                   | Troyes                                                                      | Burkina Faso                                                                | 1 – 4                                                                       | Mali                                                                        | Amichevole                                                                  | 1                                                                           |                                                                             |
| 12-11-2015                                                                  | Cotonou                                                                     | Benin                                                                       | 2 – 1                                                                       | Burkina Faso                                                                | Qual. Mondiali 2018                                                         | -                                                                           |                                                                             |
| 17-11-2015                                                                  | Ouagadougou                                                                 | Burkina Faso                                                                | 2 – 0                                                                       | Benin                                                                       | Qual. Mondiali 2018                                                         | -                                                                           | 80’                                                                         |
| 26-3-2016                                                                   | Ouagadougou                                                                 | Burkina Faso                                                                | 1 – 0                                                                       | Uganda                                                                      | Qual. Coppa d'Africa 2017                                                   | -                                                                           | 73’                                                                         |
| 29-3-2016                                                                   | Kampala                                                                     | Uganda                                                                      | 0 – 0                                                                       | Burkina Faso                                                                | Qual. Coppa d'Africa 2017                                                   | -                                                                           | 82’                                                                         |
| 5-6-2016                                                                    | Moroni                                                                      | Comore                                                                      | 0 – 1                                                                       | Burkina Faso                                                                | Qual. Coppa d'Africa 2017                                                   | -                                                                           | 60’                                                                         |
| 8-10-2016                                                                   | Ouagadougou                                                                 | Burkina Faso                                                                | 1 – 1                                                                       | Sudafrica                                                                   | Qual. Mondiali 2018                                                         | -                                                                           | 84’                                                                         |
| 7-1-2017                                                                    | Marrakech                                                                   | Burkina Faso                                                                | 2 – 1                                                                       | Mali                                                                        | Amichevole                                                                  | -                                                                           | 46’                                                                         |
| 14-1-2017                                                                   | Libreville                                                                  | Burkina Faso                                                                | 1 – 1                                                                       | Camerun                                                                     | Coppa d'Africa 2017 - 1º turno                                              | -                                                                           | 86’                                                                         |
| 22-1-2017                                                                   | Franceville                                                                 | Guinea-Bissau                                                               | 0 – 2                                                                       | Burkina Faso                                                                | Coppa d'Africa 2017 - 1º turno                                              | -                                                                           | 59’                                                                         |
| 28-1-2017                                                                   | Libreville                                                                  | Burkina Faso                                                                | 2 – 0                                                                       | Tunisia                                                                     | Coppa d'Africa 2017 - Quarti di finale                                      | 1                                                                           | 77’                                                                         |
| 1-2-2017                                                                    | Libreville                                                                  | Burkina Faso                                                                | 1 – 1 dts (4 – 5 dtr)                                                       | Egitto                                                                      | Coppa d'Africa 2017 - Semifinale                                            | 1                                                                           | 103’                                                                        |
| 4-2-2017                                                                    | Libreville                                                                  | Burkina Faso                                                                | 1 – 0                                                                       | Ghana                                                                       | Coppa d'Africa 2017 - Finale 3º posto                                       | -                                                                           | 73’                                                                         |
| 10-6-2017                                                                   | Ouagadougou                                                                 | Burkina Faso                                                                | 3 – 1                                                                       | Angola                                                                      | Qual. Coppa d'Africa 2019                                                   | 2                                                                           |                                                                             |
| 2-9-2017                                                                    | Dakar                                                                       | Senegal                                                                     | 0 – 0                                                                       | Burkina Faso                                                                | Qual. Mondiali 2018                                                         | -                                                                           | 86’                                                                         |
| 5-9-2017                                                                    | Ouagadougou                                                                 | Burkina Faso                                                                | 2 – 2                                                                       | Senegal                                                                     | Qual. Mondiali 2018                                                         | -                                                                           | 73’                                                                         |
| 7-10-2017                                                                   | Bloemfontein                                                                | Sudafrica                                                                   | 3 – 1                                                                       | Burkina Faso                                                                | Qual. Mondiali 2018                                                         | -                                                                           | 33’                                                                         |
| 14-11-2017                                                                  | Ouagadougou                                                                 | Burkina Faso                                                                | 4 – 0                                                                       | Capo Verde                                                                  | Qual. Mondiali 2018                                                         | -                                                                           | 53’                                                                         |
| 22-3-2018                                                                   | Limeil-Brévannes                                                            | Burkina Faso                                                                | 2 – 0                                                                       | Guinea-Bissau                                                               | Amichevole                                                                  | 1                                                                           |                                                                             |
| 27-3-2018                                                                   | Pristina                                                                    | Kosovo                                                                      | 2 – 0                                                                       | Burkina Faso                                                                | Amichevole                                                                  | -                                                                           | 80’                                                                         |
| 22-3-2019                                                                   | Ouagadougou                                                                 | Burkina Faso                                                                | 1 – 0                                                                       | Mauritania                                                                  | Qual. Coppa d'Africa 2019                                                   | -                                                                           | 68’                                                                         |
| 9-6-2019                                                                    | Marbella                                                                    | RD del Congo                                                                | 0 – 0                                                                       | Burkina Faso                                                                | Amichevole                                                                  | -                                                                           |                                                                             |
| 10-10-2019                                                                  | Chambly                                                                     | Burkina Faso                                                                | 0 – 1                                                                       | Gabon                                                                       | Amichevole                                                                  | -                                                                           | 70’                                                                         |
| 13-11-2019                                                                  | Ouagadougou                                                                 | Burkina Faso                                                                | 0 – 0                                                                       | Uganda                                                                      | Qual. Coppa d'Africa 2021                                                   | -                                                                           | 65’                                                                         |
| 17-11-2019                                                                  | Khartoum                                                                    | Sudan del Sud                                                               | 1 – 2                                                                       | Burkina Faso                                                                | Qual. Coppa d'Africa 2021                                                   | 2                                                                           |                                                                             |
| Totale                                                                      |                                                                             | Presenze (8º posto)                                                         | 78                                                                          |                                                                             | Reti (2º posto)                                                             | 24                                                                          |                                                                             |

## Palmarès

### Club

#### Competizioni nazionali
- Campionato finlandese: 1

HJK: 2014
- Coppa di Finlandia: 1

HJK: 2014